# Agnès Thill
Agnès Thill (2. lipnja 1964.), francuska je političarka, zastupnica u Narodnoj skupštini i bivša članica LREM-a.
Još kao sedamnaestogodišnjakinja pridružila se socijalistima i bila kongresnicom u Rennesu. Bila je sudionicom Hollandeove kampanje za predsjednčke izbore 2012. godine.
Godine 2017. prelazi u LREM predsjednika Emmanuela Macrona i na njegovoj listi ulazi u Narodnu skupštinu. Nakon javnog izraza protivljenja liberalizaciji zakona o umjetnoj oplodnji za samohrane žene i lezbiljske parove te surogatstvu, izbačena je iz stranke.